# チャールズ・ワークマン

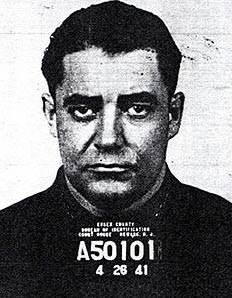
チャールズ・ワークマン（1941年）

チャールズ・ワークマン（Charles "Charlie The Bug" Workman、1908年10月4日 - 1979年1月）はマーダー・インクの殺し屋。ダッチ・シュルツの暗殺犯の1人に数えられた。あだ名は"バグ"。

## 来歴
ロウアー・イースト・サイド生まれ。18歳、19歳で窃盗、傷害で相次いで逮捕された。フリーの雇われ用心棒をしていたが、1926年、ルイス・"レプケ"・バカルターの目に留まり、ガーメント地区の組合のスト破り要員に雇われた。レプケの信頼を得て、1930年代にマーダー・インクの雇われ殺し屋になり、週125ドルの俸給を得る一方で、暗殺した人間の財布を盗んで小金を稼いでいたと言われる。1932年武器の不法所持で逮捕された。
ダッチ・シュルツ暗殺の実行犯に選ばれ、1935年10月23日、メンディ・ワイスと共にニューアークのレストラン、パレス・チョップ・ハウスでシュルツを襲撃した。襲撃後ワイスが、待たせていた車で先に逃げてしまったため、レストランの裏に抜け出して鉄道線路に沿って歩いてニューヨークに戻った。後年逮捕された2人はシュルツの件に口を閉ざしたが、同僚アルバート・タネンバウムが2人のシュルツ殺害やその後の2人の仲間割れを暴露した。マーダーインク担当検事補によれば、ワイスは先に車で逃げてしまったことをワークマンに責められ、逃げ遅れたのはワークマンのいつもの「癖」のせいだと反論して喧嘩になったという。ワークマンの癖とは、暗殺した人物から金品を強奪することで、トイレで倒れたシュルツの身を物色して逃げ遅れたとワイスは思っていた。
殺した人数は16人は下らないと言われる。1939年微罪で逮捕された後、1941年6月、シュルツ暗殺関与で裁判にかけられた。当局に寝返ったエイブ・レルズによる、ワークマンの暗殺関与の証言はタネンバウムの証言で裏付けられたが、死刑は免れ、終身刑の判決が下った。宣告を受けて退廷する際、傍聴席にいた弟に「真面目に仕事して暮らせ、どうしようもなくなったら国が助けてくれる、マフィアの仲間になるな」と告げた。1941年トレントンのニュージャージー州立刑務所に収監された。模範囚人として1964年特赦で釈放され、23年ぶりに妻や弟と再会した後ガーメント地区の衣料セールスマンになった。出所時に「今になって理解できることがある、あの時は分からなかった」とコメントした。

## エピソード
- ボスに取り入るためにやかましく騒ぎ立てる頭の悪いエゴイストに常日頃囲まれていたレプケにとって強くて物静かなワークマンが新鮮で、気に入られたという。最初ワークマンが上層部に好まれていることに嫉妬した先輩格の同僚3人（レルズ、ゴールドスタイン、ストラウス）は、ワークマンの人となりを知ってすぐ打ち解け、こぞって自分のビジネスに引き入れたという[3]。
- アンソニー・カルファノの孫でマフィア筋の弁護士を務めたフランク・バーリが出所後のチャールズ・ワークマンからシュルツの暗殺経緯や暗殺の状況を直接聞いたとして自著で紹介している。シュルツのポケットから金を盗んで逃げ遅れたと広く信じられているが、全くの嘘だとして、元々ヒットマン2人に別々の逃走車が用意され、襲撃後バラバラに逃げる予定だったといい（レプケの考案とされる）、ワークマンはベンジャミン・シーゲルの運転する車に乗って逃げたとしている[5]。